# Sítios arqueológicos de Creta
Esta é uma lista de sítios arqueológicos na ilha de Creta, Grécia.
| Tipo   | Nome(s) em grafia latina Nome(s) em grego                      | Período ou civilizações mais antigas Abandono                              | Descrição sumária |
| ------ | -------------------------------------------------------------- | -------------------------------------------------------------------------- | --- |
| VM     | Achládia Αχλάδια                                               | Minoano Médio III (1700–1550 a.C.) ou Minoano Recente IB (1520–1430 a.C.)  | Ruínas de um grande edifício rural situado numa colina perto de Siteía, junto à costa nordeste. Foi destruído por um violente sismo. |
| CP, N  | Agia Pelagia, Ayía Pelayía Αγία Πελαγία                        | Minoano Médio I, c. 2 000 a.C. 171 a.C.                                    | No cabo Suda, situado 23 km a noroeste de Heraclião existiu uma cidade portuária minoica habitada desde ca. 2 000 a.C., que foi destruída ca. 1 200 a.C. por um fogo. Perto dali há vestígios de uma cidade pós-minoica. A cidade de Apolónia referida em obras clássicas, pode ter-se situado no cabo Suda. Outra hipótese é que os vestígios sejam da cidade de Panormo. |
| C      | Agnion, Choro Agnio                                            | Romano                                                                     | Ruínas de uma pequena cidade romana onde há vestígios de um templo dedicado a Apolo. Situa-se no cabo Córico da península de Grambússa, na extremidade noroeste de Creta. |
| CP     | Amnisos, Amnissos Αμνισός                                      | Minoico século III a.C.                                                    | Situada na costa norte central, foi um porto de Cnossos. Nas proximidades encontram-se a caverna minoica de Ilítia e o santuário romano tardio de Zeus Thenatas. |
| S      | Anemospília Ανεμόσπηλια                                        | Minoico século XVII a.C.                                                   | Santuário minoico situado no centro norte da ilha, perto da aldeia de Archanes, que foi destruído por um sismo no século XVII a.C. |
| N      | Apesocári Απεσωκάρι                                            | Minoico                                                                    | Conjunto de dois túmulos minoicos junto a um pequeno assentamento também minoico, situado no centro-sul da ilha, na planície de Messara, perto dos montes Asterúsia. |
| CE     | Áptera, Aptara, Apteria, Apterea, Aptaria ou Aptere Αμνισός    | Minoico, século XIV a.C. século IX d.C.                                    | Situada na costa noroeste, perto de Chania (antiga Cidónia), teve alguma importância ainda durante o período minoico, atingiu o seu apogeu durante o período helenístico. Destruída por dois terramotos, nos séculos IV e VII d.C., foi definitivamente abandonada após ter sido arrasada em 823 pelos sarracenos que fundaram o Emirado de Creta. |
| N      | Arméni                                                         | Minoano Recente, século XVI a.C. século XII a.C.                           | Importante necrópole minoica situada 8 km a sul de Retimno, onde foram encontrados mais de 200 túmulos e um espólio importante. A cidade a que pertencia ainda não foi descoberta, mas prospeções realizadas perto da aldeia de Kastellos em 2012 levaram os arqueólogos envolvidos a acreditar que seria ali que se situava. |
| CP     | Astele, Atale                                                  | Romano                                                                     | No local onde se situa atualmente Balí existiu uma cidade romana que servia como porto de Oaxo. |
| PM, CE | Cnossos Κνωσσός                                                | Neolítico (8º milénio a.C., Minoico entre 1 380 e 1 100 a.C.               | Situada na parte central da ilha, perto da costa, foi a principal cidade (dita "palácio") minoica, cujas ruínas, parcialmente "reconstruídas" de forma algo fantasiosa no início do século XX, são uma das principais atrações turísticas de Creta devido à sua espetacularidade. Supostamente foi a capital do lendário rei Minos. Aparentemente conquistada no final do século XV a.C. pelos micénios, foi destruída na segunda metade do século seguinte e apesar de ter sido reocupada nunca voltou a ser tão influente como no período minoico.                                                                                               |
| C      | Cufonisi, Koufonisi, Lefki, Leuce Κουφονήσι                    | Minoico ?                                                                  | Cufonisi, também chamada Lefki, é um ilhéu situado ao largo da extremidade sudeste de Creta, atualmente desabitada, onde há vestígios minoicos e principalmente romanos (nomeadamente um teatro, um templo e várias casas) e pós-bizantinos. Era conhecida como Leuce na Antiguidade e era importante pela sua produção de tintura de "púrpura-azul" a partir do molusco marinho Hexaplex trunculus, um produto valioso que chegava a valer o seu peso em prata. |
| CE     | Dreros, Driros Δρῆρος                                          | Período Geométrico, século IX ou VIII a.C. Idade Média (período bizantino) | Situada na parte oriental, a 16 km da costa, teve o seu apogeu entre os séculos VIII e VI a.C. Mais tarde tornou-se um satélite menor de Cnossos, tendo declinado muito durante o período helenístico, embora tenha sido habitada até ao período bizantino. A única menção escrita à cidade é do IX d.C.. É conhecida principalmente pela inscrição de Dreris ou lei sagrada de Dreros, a qual constitui o mais antigo registo completo de uma lei constitucional encontrado na Grécia. |
| CE, CP | Falasarna, Falasarna Φαλάσαρνα                                 | antes do século V a.C. 69–67 a.C.                                          | Situada no extremo oriental da ilha, foi uma próspera e poderosa cidade-estado portuária, que tinha um porto artificial. Por ser um centro importante de pirataria, foi destruída pelos romanos quando invadiram Creta. |
| CE     | Festo, Faistós, Faestos Φαιστός                                | 4º milénio a.C. 200 a.C.                                                   | Situada numa colina que domina a fértil planície de Messara a poucos quilómetros da costa sul do centro da ilha, foi a segunda maior cidade minoica. Por não terem sido encontrados vestígios micénicos, pensa-se que pode ter sido abandonada na sequência da invasão micénica (1 420 ou 1 375 a.C.). No período geométrico (séculos IX e VIII a.C.) era novamente habitada, mas foi perdendo importância para a vizinha Gortina. |
| CE     | Gortina, Górtys, Górtyn Γόρτυνα, Γόρτυς, Γόρτυν                | 7º milénio a.C. 828 d.C.                                                   | Situada na fértil planície de Messara, embora os vestígios mais antigos de ocupação remontem ao Neolítico, é controverso se teria sido uma cidade importante durante o período minoico. Foram encontrados vestígios dóricos (c. 1 100 a.C.) e Homero (século IX a.C.?) refere-se a Gortina como uma das cidades prósperas de Creta. No período helenístico (a partir do século IV a.C.) torna-se uma das mais importantes cidades cretenses, senão a mais importante, e durante o período romano tornou-se a capital da ilha e da província romana de Creta e Cirenaica. Foi destruída pelos invasores sarracenos que fundaram o Emirado de Creta. |
| PM     | Gúrnia Γουρνιά                                                 | 2 200 a.C. 1 200 a.C.                                                      | Situada na parte oriental, sobre o golfo de Mirabelo, foi um palácio minoico cujo nome original se desconhece. |
| C      | Hagia Triada, Agia Triada, Ayia Triada, Agia Trias Αγία Τριάδα | Minoico século II a.C.                                                     | Situada na colina ao lado do palácio de Festo, foi uma rica cidade minoica e possivelmente uma villa da realeza de Festo. Destruída em meados do século XV a.C., foi reconstruída e foi habitada até ao século II a.C.. No período romano foi construída no local uma villa romana. Ali foram encontrados alguns dos mais importantes achados arqueológicos minoicos, como o sarcófago de Hagia Triada e numerosas tábuas com inscrições em Linear B. |
| CE     | Lato, Lato Etera Λατώ                                          | Dórico, século V a.C.? ca' 200 a.C.                                        | Situada na parte oriental de Creta, a 8 km da costa nordeste, num local elevado com vista sobre o golfo de Mirabelo, é possível que seja anterior à invasão dórica, mas foi os seus vestígios são sobretudo dóricos, dos séculos V e IV a.C.. Foi rival da vizinha Olunte e foi a cidade natal de Nearco, almirante de Alexandre Magno. |
| CP, S  | Lebena, Leben, Levin Λεβήν, Λεβήνα                             | Minoico, 3º milénio a.C.                                                   | Situada na centro da costa sul de Creta, Lebena foi um dos portos de Gortina. No início do século IV a.C. foi construído um santuário dedicado a Esculápio, o deus grego da medicina, junto a uma fonte termal, que se tornou um importante centro de peregrinação, tendo alcançado grande popularidade no século III a.C., que perdurou durante o período romano. |
| PM     | Mália Μάλια                                                    | Minoico, ca. 1 900 a.C. 1 450 a.C.                                         | Situado à beira-mar, uma planície fértil da costa norte, junto às montanhas de Lasíti, o palácio minoico de Mália, o maior a seguir ao de Cnossos e Festo, foi construído c. 1 900 a.C.. Foi destruído em 1 650 a.C. devido a causas naturais e reconstruído em seguida. Voltou a ser destruído pelo fogo em 1 450 a.C., e desta vez foi abandonado. |
| C      | Naxos, Oxa Νάχος                                               | Minoico                                                                    | Durante muito tempo conhecida apenas pela menção num escólio às suas pedras de amolar, alguns historiadores chegaram a duvidar da existência de Naxos, mas os estudos arqueológicos mais modernos parecem confirmar que a cidade se situava no monte Oxa, acima de Elunda, que por sua vez se encontra junto à antiga cidade, atualmente submersa, de Olunte. Segundo a lenda, a cidade foi fundada por Naxo, filho de Acacalis e neto do rei Minos. |
| PM, CP | Zacro, Cato Zacro, Káto Zákros Κάτω Ζάκρος                     | Minoico, ca. 1 900 a.C.                                                    | Situado na costa do extremo oriental de Creta, o palácio minoico de Zacro foi construído c. 1 900 a.C.. Por se situar numa área com poucos terrenos agrícolas, supõe-se que a cidade vivia sobretudo do comércio marítimo com Chipre, Egito e Médio Oriente. O palácio foi destruído em 1 600 a.C. e em 1 450 a.C., tendo sido reconstruído em seguida. |

Legenda
| C  | Cidade        | CP | Cidade ou localidade portuária | PM | Palácio minoico |
| CE | Cidade-estado | N  | Necrópole                      | S  | Santuário       |
| VM | Villa minoica |    |                                |    |                 |

## Mapa de localização
Legenda do mapa

Legenda • M: sítios minoicos • S: santuários
Ordenação por número
01. Agnion (Choro Agnio, Grambússa)

02. Falasarna

03. Císsamos

04. Polirrénia

05. Irtacina

06. Syía (Sougia)

07. Pirâmide de Sougia

08. Lissós

09. Pikilassós

10. Stílos (M)

11. Áptera

12. Císsamos (porto de Áptera; Kalives)

13. Lapa (Argirópolis)

14. Ritimna (Retimno)

15. Arméni (M)

16. Atsipades Coraciás (S)

17. Caverna de Ágios Antonios (S)

18. Sívritos (M)

19. Eleuterna

20. Monastirací (M)

21. Sulia (Agía Galíni)

22. Caverna de Melidoni (S)

23. Caverna de Pã (SM? Garganta de Platánia)

24. Astele (Balí)

25. Oaxo (M)

26. Caverna de Zeus (S)

27. Camares (M)

28. Agia Triada (M)

29. Festo (M)

30. Camilári (M)

31. Commos (M)

32. Mátala

33. Lasaia

34. Agia Pelagia (M)

35. Palaiocastro (Citeu?)

36. Tílissos (M)

37. Rizénia (Priniás)

38. Gortina

39. Apesocári (M)

40. Tripiti (M)

41. Lebena ou Levin (Lentas)

42. Cnossos (M)

43. Anemospília (S)

44. Fourni (M)

45. Vatípetro (M)

46. Amnisos (M)

47. Caverna de Ilítia (S)

48. Galatás (M)

49. Caverna de Arcalochóri (S)

50. Caverna de Escoteino (S)

51. Chersonesos (Chersonissos)

52. Caverna de Agia Fotini (S)

53. Carfi (M)

54. Licto

55. Mália (M)

56. Crissolacos (M)

57. Caverna de Psicro (S)

58. Dreros

59. Lato

60. Pírgos (M)

61. Olunte

62. Priniáticos Pirgos (M)

63. Vrocastro (M)

64. Gúrnia (M)

65. Vasilicí (M)

66. Hierapitna (M; Ierápetra)

67. Pseíra (M)

68. Azoriás

69. Móchlos (M)

70. Achládia (M)

71. Petrás (M)

72. Russólacos (M)

73. Cato Zacro (M)

Ordenação por nome
70. Achládia (M)

34. Agia Pelagia (M)

28. Agia Triada (M)

01. Agnion (Choro Agnio, Grambússa)

46. Amnisos (M)

43. Anemospília (S)

39. Apesocári (M)

11. Áptera

24. Astele (Balí)

15. Arméni (M)

16. Atsipades Coraciás (S)

68. Azoriás

27. Camares (M)

30. Camilári (M)

73. Cato Zacro (M)

17. Caverna de Ágios Antonios (S)

52. Caverna de Agia Fotini (S)

49. Caverna de Arcalochóri (S)

50. Caverna de Escoteino (S)

47. Caverna de Ilítia (S)

22. Caverna de Melidoni (S)

57. Caverna de Psicro (S)

23. Caverna de Pã (SM? Garganta de Platánia)

26. Caverna de Zeus (S)

51. Chersonesos (Chersonissos)

03. Císsamos

12. Císsamos (porto de Áptera; Kalives)

42. Cnossos (M)

56. Crissolacos (M)

58. Dreros

19. Eleuterna

02. Falasarna

29. Festo (M)

44. Fourni (M)

48. Galatás (M)

38. Gortina

64. Gúrnia (M)

66. Hierapitna (M; Ierápetra)

05. Irtacina

53. Carfi (M)

31. Commos (M)

33. Lasaia

59. Lato

13. Lapa (Argirópolis)

41. Lebena ou Levin (Lentas)

54. Licto

08. Lissós

55. Mália (M)

32. Mátala

69. Móchlos (M)

20. Monastirací (M)

25. Oaxo (M)

61. Olunte

35. Palaiocastro (Kytaion?)

71. Petrás (M)

09. Pikilassós

07. Pirâmide de Sougia

04. Polirrénia

62. Priniáticos Pírgos (M)

67. Pseíra (M)

60. Pírgos (M)

14. Ritimna (Retimno)

37. Rizénia (Priniás)

72. Russólacos (M)

21. Sulia (Agía Galíni)

18. Sívritos (M)

10. Stílos (M)

06. Syía (Sougia)

36. Tílissos (M)

40. Tripiti (M)

65. Vasilicí (M)

45. Vatípetro (M)

63. Vrocastro (M)